# Luisa Alžběta Bourbonská
Luisa Alžběta Bourbonská (22. listopad 1693 Versailles – 27. květen 1775 Paříž) byla dcera Ludvíka III. Bourbon-Condé, prince z Condé a jeho manželky Luisy Františky Bourbonské, uznané nemanželské dcery Ludvíka XIV. Francouzského a Madame de Montespan.
Sňatkem s Ludvíkem Armandem Bourbonským, princem de Conti se stala princeznou z Conti. Luisa přivedla k dvoru Ludvíka XV. Madame de Pompadour. Nechala také postavit Hôtel de Conti, nynější sídlo francouzského ministerstva obrany. Po své tetě Marii Anně de Conti, vdově po vévodovi Ludvíku Armandovi II, princi z Conti, zdědila vévodství Étampes. V roce 1740, po smrti svého bratra Louise Henriho de Bourbon-Condé získala hrabství Sancerre.

## Život
Narodila se 22. listopadu 1693 ve Versailles. Jako členka vládnoucího rodu Bourbonů byla princeznou královské krve. V mládí byla u dvora známá jako Mademoiselle de Charolais, tento titul později získala její mladší sestra. Byla druhou dcerou a třetím dítětem z devíti potomků svých rodičů. Jejími sourozenci byli:
- Marie Anna Eleonora Bourbonská
- Louis Henri de Bourbon-Condé
- Luisa Anna Bourbonská
- Marie Anna Borbonská
- Karel Bourbonský
- Jindřiška Luisa Bourbonská
- Alžběta Alexandrina Bourbonská
- Ludvík Bourbonský

Pokřtěna byla v kapli ve Versailles 24. listopadu 1698 společně s bratrem Louisem Henrim a sestrou Luisou Annou.

### Manželství
Když jí bylo sedmnáct let, dostala její ambiciózní matka nápad provdat jí za jednoho z králových vnuků, mladého vévodu z Berry. Manželství se však neuskutečnilo kvůli intrikám Luisiny tety Františky Marie, orleánské vévodkyně, která chtěla mladého vévodu pro svou vlastní dceru, Marii Luisu Alžbětu Orleánskou.
Dne 9. července 1713 se Luisa Alžběta ve Versailles provdala za svého bratrance Ludvíka Armanda Bourbonského, prince z Conti. Její manžel, který byl o tři roky mladší než Luisa, se v roce 1709, po brzké smrti svého otce Františka Ludvíka, stal princem z Conti. Jeho matkou byla zbožná Marie Tereza Bourbonská, nejstarší vnučka Le Grand Condé. Její manželství bylo součástí dvojité svatby mezi větvemi rodu Bourbonů, Conti a Condé. Luisin starší bratr Louise Henri se oženil s Marií Annou de Bourbon-Conti, Mademoiselle de Conti. Obřad se konal v nově postavené královské kapli ve Versailles. Na svatbě byla přítomna Luisina matka i babička z otcovy strany Anna Bavorská, vdova po princi de Condé. Také Karel, vévoda z Berry, jeho manželka Marie Luisa Alžběta Orleánská, Luisini strýcové Ludvík August, vévoda z Maine, Ludvík Alexandr, hrabě z Toulouse a Filip II. Orleánský, stejně tak její tety Františka Marie Bourbonská, Marie Anna de Conti a Marie Tereza Bourbonská.
V srpnu 1716, když jí bylo dvacet dva let, onemocněla od manžela neštovicemi. O rok později porodila své první dítě. S manželem měli pět dětí.
Alžběta Šarlota Falcká, švagrová Ludvíka XIV. a slavná spisovatelka monografií, o Luise Alžbětě v roce 1719 napsala
Je osoba plná šarmu a překvapující důkaz toho, že laskavost je lepší než krása. Když se rozhodne být milá, není možné jí odolat. Její způsoby jsou velmi okouzlující, je plná něhy, nikdy nemá špatnou náladu, je milá a ochotná. Je velmi politováníhodné, že není ve společnosti ctnostnějších osob, protože je přirozeně velmi dobrá, ale kazí jí špatná společnost. Její manžel má naopak špatné vychování, což jí zkazilo pověst. Její roztomilé způsoby připadají cizincům velmi rozkošné. Někteří Bavoři se do ní zamilovali, včetně prince Ragotzky, ona ho však znechutila svým koketováním.

...nemiluje svého manžela, a ani nemůže, ne méně kvůli jeho ošklivosti než kvůli špatné povaze. Není to jen jeho tvář, která je odporná, ale celá jeho osoba je strašná a deformovaná. Děsilo ho umístění některých mušket a mečů v blízkosti postele, Luisa ho ujistila, že kdyby přišel s nabitou pistolí, má ji vzít a zastřelit ho, a když nebude mít pistol, má ho probodnout mečem. Přestal nosit pistole.
Alžběta Šarlota Falcká
Luisa Alžběta měla několik mimomanželských vztahů, například s pohledným Filipem Karlem de La Fare. Tyto nevěry popudily jejího manžela natolik, že ji začal fyzicky ubližovat. Údajně zranil svou ženu natolik, že navštívila lékaře z dvou různých důvodů. Po mimořádné scéně v domácnosti Conti, princezna odmítla dále žít se svým manželem a odešla ke své matce, u které našla útočiště. Později odešla do kláštera. Podle Saint-Simona jednou řekla svému manželovi, že on nemůže dělat prince královské krve bez ní, ona bez něj ale ano.
První léta manželství trávila u soudů, kvůli násilnické povaze svého manžela a touze ho opustit. V roce 1725 nakonec souhlasila, že se k manželovi vrátí, který byl upoutaný v Château de l'Isle-Adam. Nicméně, později se jí podařilo ho přesvědčit k návratu do Paříže, aby porodila dceru Luisu Henriettu. Kvůli jeho otevřené podpoře skotského ekonoma Johna Lawa, který uskutečnil zavedení papírových peněz do Francie během regentství za mladého Ludvíka XV., získal Ludvík Armand velké jmění. Její manžel zemřel o rok později v roce 1727 v Hotelu de Conti v Paříži na "hrudní otok". Luisa Alžběta byla u dvora známá buď jako Madame la Princesse de Conti troisième nebo Madame la Princesse de Conti dernière douairière, aby byla rozlišena od jiných vdov de Conti, Marií Annou de Conti a Marií Terezou Bourbonskou.
Zemřela 27. května 1775 v osmdesáti pěti letech v Paříži. Pochována byla v Église Saint-Sulpice v Paříži.

## Tituly a oslovení
- 22. listopadu 1693 – 9. července 1713: Její Jasnost Mademoiselle de Condé a Mademoiselle de Charolais
- 9. července 1713 – 4. května 1727: Její Jasnost princezna z Conti
- 4. května 1727 – 27. května 1775: Její Jasnost princezna vdova z Conti

## Potomci
- Ludvík Bourbonský (28. březen 1715 – 1. srpen 1717)
- Louis François I. de Bourbon (13. srpen 1717 – 2. srpen 1776), ⚭ 1732 Luisa Diana Orleánská (27. červen 1716 – 26. září 1736)
- Ludvík Armand (19. srpen 1720 – 13. květen 1722)
- Karel (5. únor 1722 – 7. srpen 1730)
- Luisa Henrietta Bourbonská (20. červen 1726 – 9. únor 1759), ⚭ 1743 Ludvík Filip I. Orleánský (12. květen 1725 – 18. listopad 1785)